# BK Star
Der BK Star war ein schwedischer Sportklub aus Södertälje.

## Geschichte
Die Eishockeyabteilung des BK Star nahm in der Saison 1956/57 an der Division 1 teil, die damals noch die höchste schwedische Spielklasse war. In der Gruppe Süd konnte die Mannschaft nur zwei Punkte in 14 Spielen erreichen und stieg direkt wieder in die zweitklassige Division 2 ab.
Die Fußballabteilung nahm mehrfach an der dritthöchsten schwedischen Spielklasse teil.